# Bitva u Soissons (718)
Bitva u Soissons v roce 718 byla poslední z velkých bitev občanské války Franské říše mezi dědici Pipina II. Prostředního. Od Pipinovy smrti v prosinci 714 jeho vnuk Theudoald, vdova po Pipinovi Plektruda, patrně jeho nemanželský syn Karel Martel, jeho nástupce ve funkci majordoma královského paláce v Neustrii Ragenfrid a nový merovejský král Chilperich II. vedli mezi sebou válku o moc. Ragenfrid s Chilperichem byli v tomto boji zpočátku úspěšní, zatímco Plektruda s Theudoaldem byli brzy poraženi a donuceni vzdát se svých nároků i statků. Karel Martel nakonec v několika bitvách otočil vývoj této občanské války na svou stranu a vynutil si kapitulaci všech svých protivníků.
Po porážce v bitvě u Vincy se Chilperich a Ragenfrid spojili s Odonem Akvitánským, nezávislým vévodou z Akvitánie a chystali se na střet u Soissons. Jejich protivník Karel Martel toto předvídal a čekal na ně se svou armádou žoldnéřů s kterými spojenecké síly Odona, Chilpericha a Ragenfrida poblíž Soissons snadno porazil. Král Chilperich z bojiště uprchl s Odonem Akvitánským do země jižně od Loiry a Ragenfrid uprchl do Angers. Odo Akvitánský brzo krále Chilpericha zradil a s Karlem Martelem uzavřel mír za příslib ponechání si titulu vévody. Také Ragenfrid uzavřel mír výměnou za část svého majetku a ukončení války. Když Chlothar IV. v roce 718 zemřel, Karel Martel uznal i Chilpericha králem. Tento majestát byl pouze formální, Chilperich se vzdal své politické moci, ve prospěch Karla Martela, kterého uznal jako majordoma nad všemi královstvími. Karel Martel se stal nesporným dux Francorum.
Karel Martel se rozhodl ušetřit všechny své protivníky, jeho synovec Theudoald později sloužil v jeho armádě. Ani s vdovou Plektrudou se nezacházelo špatně. Nakonec Karel nechal žít i sesazeného krále Chilpericha a jeho majordoma Ragenfrida.